# Keltonia tuckeri
Keltonia tuckeri är en insektsart som först beskrevs av Bertil Robert Poppius 1911.  Keltonia tuckeri ingår i släktet Keltonia och familjen ängsskinnbaggar. Inga underarter finns listade i Catalogue of Life.